# Karl Dönitz
Karl Dönitz (født 16. september 1891, død 24. december 1980) var en tysk storadmiral for den tyske flåde og statsmand.

## Karriere
Karl Dönitz blev født i bydelen Grünau i Berlin i 1891 som søn af en ingeniør.
I 1910 tog Dönitz studentereksamen fra gymnasiet i Weimar. Samme år meldte han sig til marinen. Tre år senere blev han løjtnant og tre år senere premierløjtnant (Oberleutnant). Han gjorde tjeneste i den tyske ubådsflåde under første verdenskrig.
I 1923 begyndte den 32-årige Dönitz på admiralskolen. Efter ti år fik han kontakt til Hitler. I 1935 overtog Dönitz den tyske ubådsflåde og ledede den frem til 1945. Han var hovedmanden bag de succesrige ubådstaktikker som Wolfsrudel (= ulvekobbel, ulveflok), anvendt i 1940-1943 mod allierede konvojer i Atlanten. Han huskes som en leder, der havde kontakt med hver eneste ubådschef. Han blev den 31. januar 1943 udnævnt til storadmiral (Großadmiral), øverstkommanderende for hele den tyske flåde efter Erich Raeder.
Hitler udpegede i sit politiske testamente Dönitz som sin efterfølger. Han fungerede efter Hitlers selvmord 30. april 1945 som Tysklands rigspræsident med greve Johann Ludwig Graf Schwerin von Krosigk som ledende minister fra 1. maj 1945 til Tysklands overgivelse 8. maj 1945. Formelt statsoverhoved til han med sin regering blev taget til fange af britiske tropper den 23. maj 1945 på Marineskole Mørvig ved Flensborg-Mørvig.
Hans korte indsats som Tysklands leder koncentreredes om at sikre, at de tyske tropper overgav sig til amerikanske og britiske styrker, fordi tyske krigsfanger i Stalins Sovjetunionen ville gå en højst usikker skæbne i møde.

## Dom og senere år
Under Nürnbergprocessen blev han anklaget og dømt ud fra følgende anklagepunkter:
- Forbrydelser mod freden.
- Deltagelse i sammensværgelse om at begå forbrydelser mod freden.
- Krigsforbrydelser.

Han blev idømt 10 års fængselsstraf i Spandau, og blev løsladt i 1956. Han havde ikke medvirket i holocaust, men ført krig. Han havde aldrig været medlem af det nationalsocialistiske parti NSDAP; men med tilnavnet Løven var han en betydelig militær tilrettelægger for den tyske aggression. "Dræb og fortsæt med at dræbe," formanede han sine ubådkaptajner. "Husk, ingen overlevende. Menneskelighed er en svaghed." 
I sine samtaler med fængselspsykiateren Douglas Kelley fremstod admiralen som en venlig, ret reserveret mand med en skarp sans for humor og uden tegn til depression. Godmodigt fortalte Dönitz om de mange ulemper ved fængselslivet, fra den ringe mad til det sædeløse vandkloset i cellen. Dr. Kelley beskrev admiralen som en af gruppens mest sammensatte personligheder, "en mand velsignet med kreative evner, fantasi og et sundt sjæleliv...utvivlsomt en betydelig leder og en yderst kompetent mand." Dönitz læste digte og var fast besluttet på at forbedre sine engelskkundskaber under fangenskabet. 
Ligesom Hermann Göring sendte Dönitz en formel protest til general Eisenhower om at behandlingen, han fik som krigsfange, ikke var overensstemmende med Genevekonventionens bestemmelser for fanger af hans rang. Som svar erklærede Eisenhower i en offentlig bekendtgørelse sin utilfredshed med de nærmest luksuriøse forhold, nazister sonede under efter at have overgivet sig. Oberst Andrus, der bestyrede fængslet i Mondorf, forlangte, at nazisterne skulle rejse sig, hver gang en repræsentant for de allierede kom ind i det samme værelse. Dönitz undlod ved en anledning at gøre det. "Rejs dig!" råbte Andrus, og Dönitz rejste sig modvilligt.  Men Dönitz følte sig heller ikke vel blandt flere af sine medfanger, og anmodede oberst Andrus om, at Julius Streicher skulle indtage sine måltider adskilt fra de andre. 
På Nürnbergprocessens 126. dag, 10. maj 1946, blev Dönitz spurgt, hvad han mente med at have advaret mod "spredning af jødisk gift"? Han svarede, at denne ville have en opløsende virkning på folks udholdenhed, og "i den kamp på liv og død, som vores land var i, bekymrede jeg mig som soldat især for det". Han blev foreholdt, at han påvirkede 6-700.000 mand, så hvorfor formidlede han til dem, at jøder spredte gift i partipolitikken, og hvad fik ham til at mene det? Dönitz svarede, at udtalelsen faldt i hans tale ved fejringen af heltedagen, fordi han mente, at folkets udholdenhed kunne opretholdes bedre uden jødiske elementer i nationen. Han blev så spurgt, om han ikke kendte til jødeudryddelsen. Dönitz svarede: "Jeg vidste intet om det, og hvis sådan en udtalelse blev fremsagt, er den intet bevis for, at jeg havde nogen kendskab til mord på jøder. Det her var i 1943." David Maxwell-Fyfe anklagede så Dönitz for at have sluttet sig til jagten på en uheldig gruppe i sit samfund, og ledede 6-700.000 af marinens mænd i den samme jagt. Dönitz svarede: "Ingen af mine mænd tænkte på at anvende vold mod jøder, ikke én af dem, og ingen kan trække den slutning af den sætning."

Efter soningen vendte han hjem til sin kone Ingeborg, datter af general Paul Weber. De havde børnene Ursula (f. 1917), Klaus (f. 1920 - 13. maj 1944) og Paul (f. 1922 - 19. maj 1943). Sønnerne omkom begge i krigshandlinger.  Ursula giftede sig med ubådkommandanten Günter Hessler.  Sammen fik parret datteren Ute og sønnerne Peter og Klaus, opkaldt efter Ursulas brødre. 
I 1958 udkom Dönitz' bog om tiden under Hitlers styre, Zehn Jahre und Zwanzig Tage (= Ti år og tyve dage). Han var den eneste admiral, der fik England trængt op i et hjørne. Det var med nød og næppe, skrev det britiske admiralitets søkrigshistoriker kaptajn Roskill, at England undgik et nederlag i foråret 1943. 
Dönitz accepterede aldrig at være dømt som krigsforbryder. Han døde af et hjerteinfarkt juleaften 1980 og ligger begravet i Aumühle øst for Hamburg. 
Dönitz kunne heller aldrig slippe forestillingen om, at han var Tysklands sidste lovlige rigspræsident. Han fik det ordnet sådan, at forbundspræsidenten efter Dönitz' død fik overladt en slags testamente, hvor der stod: "I bevidsthed om mit ikke afsluttede ansvar for det tyske folk, overdrager jeg mit embedes indhold og opgave som det tyske riges sidste statsoverhoved til forbundspræsidenten i forbundsrepublikken Tyskland."